# Квитневое (Ровненская область)
Квитневое (укр. Квітневе) — село в Варковичской сельской общине Дубенского района Ровненской области Украины.
Население по переписи 2001 года составляло 581 человек. Почтовый индекс — 35613. Телефонный код — 3656. Код КОАТУУ — 5621684703.